# Marcos Gatica Emparanza
Marcos José Gatica Emparanza (Santiago, 18 de marzo de 1965)es un político chileno.
Fue ex seremi, ex core, ha sido y es concejal de Rengo.

## Vida
Es hijo del ex alcalde de Rengo Marcos Gregorio Gatica Muñoz y de Elena María Emparanza Gardiazabal.Estudió derecho en la Universidad Gabriela Mistral, egresando el año 1987.
En 1995, ingresó a estudiar Ciencias Políticas en la Pontificia Universidad Católica de Chile. Paralelamente realizó cursos de especialización en Relaciones Internacionales en el Instituto de Relaciones Internacionales de la Universidad de Chile.
El año 2000 fue electo Consejero Regional del Gobierno Regional de O’Higgins (CORE), donde fue presidente de la Comisión de Infraestructura y de la comisión de Asuntos Internacionales del Consejo Regional. También integró la comisión Universidad Regional y la comisión Bicentenario de la Región de O’Higgins.
Fue electo concejal de Rengo, en tres períodos consecutivos, donde ejerció como presidente de la comisión de finanzas y de educación. Integró además las comisiones de salud e infraestructura.
En 2018 fue designado Seremi de Gobierno, en la región de O’Higgins.
Volvió a ser concejal, tras las elecciones municipales 2024.

## Historial electoral

### Elecciones municipales de 2004
- Elecciones a Concejales de 2004, para Rengo[5]

### Elecciones municipales de 2008
- Elecciones a Concejales de 2008, para Rengo[6]

### Elecciones municipales de 2012
- Elecciones a Concejal de 2012, para Rengo[7]

### Elecciones municipales de 2024
- Elecciones Concejal de 2024, para Rengo.[8]